# Mazda CX-9
CX-9 é um crossover de porte médio-grande da Mazda.

## Galeria
- Primeira geração (2006-15)
- Segunda geração (2015-presente)